# Менюкур
Менюкур (фр. Menucourt) — муниципалитет во Франции, в регионе Иль-де-Франс, департамент Валь-д'Уаз. Население — 5 084 человек (1999). Муниципалитет расположен на расстоянии около 33 км северо-западнее Парижа, 7 км западнее Сержи.

## Демография
Динамика населения (Cassini и INSEE):